# Any Time at All
Any Time at All è una canzone dei Beatles pubblicata nel Regno Unito sull'album A Hard Day's Night e in America su Something New. In seguito è stata inclusa nella raccolta Rock 'n' Roll Music.

## Il brano
La composizione è quasi esclusivamente di John Lennon, eccetto l'armonia del bridge, scritta da McCartney. Il bridge è interamente strumentale perché, nella fretta di registrare il brano, né John né Paul riuscirono a scriverne un testo. John Lennon l'ha definito una riscrittura di It Won't Be Long, un brano apparso su With The Beatles. McCartney canta sempre la seconda strofa del ritornello perché è troppo alta per l'estensione di Lennon.
Venne portata in studio il 2 giugno 1964. In una sessione pomeridiana vennero registrate una prima versione di Any Time at All, con sette nastri di base ritmica e la voce di Lennon, Things We Said Today e When I Get Home, e infine, dalle sette alle dieci, i Beatles ritornarono su Any Time at All. Vennero registrati 11 nastri di base ritmica. Sull'ultimo registrato si sovraincisero le voci, un'altra chitarra e il pianoforte. La registrazione presenta vari errori: nei primi secondi si sente un click e rallenta la chitarra ritmica; verso il mezzo minuto della canzone, cambiano i volumi del basso e di una chitarra. Entrambi gli errori sono probabilmente causati da interventi di edizione. Inoltre, verso 1:30, gli accordi delle chitarra e del piano non coincidono, mentre contemporaneamente si sente parlare nell'assolo. Alla fine della canzone, vi sono nuovamente errori causati da interventi di edizione, e Lennon sbaglia a raddoppiare la propria voce.
Il testo originale è stato venduto nel 1988 per 6.000 sterline, un prezzo basso rispetto ad altri esemplari simili.

## Formazione
- John Lennon: voce, chitarra acustica ritmica, chitarra a 12 corde
- Paul McCartney: seconda voce, basso elettrico, pianoforte
- George Harrison: chitarra solista
- Ringo Starr: batteria[3]

## Cover
- Nel 2014 l'artista canadese Bryan Adams ha pubblicato l'album Tracks of My Years, in cui è presente una sua versione.